# 그레이엄 주시
그레이엄 조너선 주시(영어: Graham Jonathan Zusi /ˈzuːsi/[*]; 1986년 8월 18일, 플로리다주 롱우드 ~ )는 미국의 축구 선수이다. 현재 미국 국가대표팀과 스포팅 캔자스시티에서 뛰고 있다.
주시는 스포팅 캔자스시티의 미드필더 3명 중 전방 우측을 맡아 원활한 패싱 능력과 세트피스 능력을 보였다.

## 경력

### 대학교 축구
주시는 메릴랜드 대학교에서 대학 축구를 하였다. 대학교 시절에, 주시는 89경기에 출전하였고, 28골 20어시스트를 적립하며, 메릴랜드가 2005년과 2008년에 국가 챔피언십을 우승할 수 있도록 도왔으며 2008년 국가 챔피언십 준결승전에서는 스스로 결승골을 득점하기도 하였다. 그의 대학교 시절 전공과목은 범죄학이었다.
대학 시절, 주시는 USL 프리미어 디벨로프먼트 리그의 센트럴 플로리다 크레이즈에서도 활약하였었다.

### 프로 경력
주시는 2009년 MSL 슈퍼드래프트 2라운드에서 23번째로 캔자스시티 위저즈로 드래프트되었다. 그는 2009년 3월 21일, 토론토와의 캔자스시티 2009년 MLS 시즌 첫 경기에서 프로 무대 데뷔를 하였다.
주시는 2011년에 대도약을 항 스포팅 캔자스 시티가 동부 컨퍼런스 우승을 거두도록 도왔고, 미국 국가대표팀에 차출되었다. 그는 성과를 통해 2012년 2월 16일에 스포팅으로부터 4년 재계약을 보상받았다. 2012년 시즌에 그는 15어시스트로 리그에서 선전하였다.
2012-13 시즌 휴식기에 주시는 잉글랜드 프리미어리그의 웨스트햄 유나이티드 트라이얼을 보기도 하였다.

### 국가대표팀 경력
2012년 1월 21일, 주시는 베네수엘라와의 친선경기에서 선발로 출전하며 국제무대에 데뷔하였고, 팀은 1-0으로 승리하였다. 2012년 1월 25일, 주시는 1-0으로 이긴 파나마와의 경기에서 9분만에 결승골이자 국가대표팀 첫 골을 득점하였다. 주시는 2013년 2월 6일, 온두라스와의 경기를 앞두고 국가대표팀에 차출되었다; 그는 이 경기에서 후반에 교체 투입되었다.
2013년 10월 15일, 주시는 파나마와의 월드컵 예선전에서 인저리 타임에 득점하였다. 미국은 이미 본선 진출을 확정한 상태였으나, 이 골로 멕시코는 파나마를 너머 플레이오프 진출권을 따낼 수 있었다. 그 결과, 몇 명의 멕시코 팬들은 성 주시 (San Zusi) 라는 명판을 액자 형식의 주시 사진에 붙여 보이기도 하였다.
2014년 6월 16일, 미국의 2014년 FIFA 월드컵 첫경기에서, 주시는 코너킥으로 존 앤서니 브룩스의 결승골을 배급하였고, 이 경기에서 가나를 2-1로 물리쳤다.
2014년 6월 22일, 미국의 2014년 FIFA 월드컵 2차전 경기에서, 주시는 클린트 뎀프시의 역전골을 어시스트하였으나, 막판 실점으로 포르투갈과 2-2로 비겼다.

### 국가대표팀 득점 기록
| # | 날짜             | 경기장                                         | 상대       | 점수 | 결과 | 대회                      |
| - | ---------------- | ---------------------------------------------- | ---------- | ---- | ---- | ------------------------- |
| 1 | 2012년 1월 25일  | 에스타디오 로멜 페르난데스, 파나마시티, 파나마 | 파나마     | 1–0  | 1–0  | 친선경기                  |
| 2 | 2013년 10월 11일 | 스포팅 파크, 캔자스시티, 미국                  | 자메이카   | 1–0  | 2–0  | 2014년 FIFA 월드컵 예선전 |
| 3 | 2013년 10월 15일 | 에스타디오 로멜 페르난데스, 파나마시티, 파나마 | 파나마     | 2–2  | 3–2  | 2014년 FIFA 월드컵 예선전 |
| 4 | 2016년 6월 8일   | 솔저 필드, 시카고 시, 미국                     | 코스타리카 | 4–0  | 4–0  | 코파 아메리카 센테나리오  |

## 경력 통계
2014년 5월 14일 기준
| 클럽              | 시즌      | MLS  | MLS | MLS      | US 오픈컵 | US 오픈컵 | US 오픈컵 | 플레이오프 | 플레이오프 | 플레이오프 | CONCACAF | CONCACAF | CONCACAF | 합계 | 합계 | 합계     |
| 클럽              | 시즌      | 출장 | 골  | 어시스트 | 출장      | 골        | 어시스트  | 출장       | 골         | 어시스트   | 출장     | 골       | 어시스트 | 출장 | 골   | 어시스트 |
| ----------------- | --------- | ---- | --- | -------- | --------- | --------- | --------- | ---------- | ---------- | ---------- | -------- | -------- | -------- | ---- | ---- | -------- |
| 스포팅 캔자스시티 | 2009      | 13   | 0   | 1        | 2         | 0         | 0         | —          | —          | —          | —        | —        | —        | 15   | 0    | 1        |
| 스포팅 캔자스시티 | 2010      | 19   | 1   | 0        | 1         | 0         | 0         | —          | —          | —          | —        | —        | —        | 20   | 1    | 0        |
| 스포팅 캔자스시티 | 2011      | 32   | 5   | 7        | 4         | 0         | 0         | 3          | 0          | 2          | —        | —        | —        | 39   | 5    | 9        |
| 스포팅 캔자스시티 | 2012      | 32   | 5   | 15       | 5         | 2         | 0         | 2          | 0          | 1          | —        | —        | —        | 39   | 7    | 16       |
| 스포팅 캔자스시티 | 2013      | 27   | 6   | 8        | 2         | 0         | 1         | 5          | 0          | 2          | 6        | 0        | 2        | 40   | 6    | 13       |
| 스포팅 캔자스시티 | 2014      | 8    | 1   | 4        | —         | —         | —         | —          | —          | —          | —        | —        | —        | 8    | 1    | 4        |
| 스포팅 캔자스시티 | 클럽 합계 | 131  | 17  | 35       | 14        | 2         | 1         | 10         | 0          | 5          | 6        | 0        | 2        | 161  | 20   | 43       |
| 경력 합계         |           | 131  | 17  | 34       | 14        | 2         | 1         | 10         | 0          | 5          | 6        | 0        | 2        | 161  | 20   | 43       |

## 수상

### 메릴랜드 대학교
- NCAA 남자 축구 1부 챔피언십 (2): 2005, 2008

### 스포팅 캔자스시티
- 라마헌트 US 오픈컵: 2012
- 메이저 리그 사커 동부 컨퍼런스 (1): 2013
- 메이저 리그 사커 MLS컵 (1): 2013

### 개인
- MLS 베스트 XI (2): 2012, 2013
- MLS 올스타 (2): 2012, 2013
- MLS 올해의 도약 선수: 2011[8]
- 스포팅 캔자스시티 MVP (2): 2012,[9] 2013[10]

## 같이 보기
- 메이저 리그 사커 현역 선수 목록